# Lupe Fiasco
Lupe Fiasco, właściwie Wasalu Muhammad Jaco (ur. 16 lutego 1982 w Chicago) – amerykański raper.
19 września 2006 wydał swoją debiutancką płytę Lupe Fiasco’s Food & Liquor, w wytwórni Atlantic Records. Fiasco współpracował z Kanye Westem przy okazji singla Touch The Sky z płyty Westa Late Registration. Wystąpił także w dwóch utworach w albumie Fort Minor We Major – Be Somebody i Spray Paint. Pod koniec października 2007 wziął udział w telewizyjnej gali stacji VH1 – Hip Hop Honors 2007. Pod koniec 2007 ukazał się jego drugi album Lupe Fiasco’s The Cool.
4 marca 2011 roku miała miejsce premiera nowego albumu Lupe pt Lasers. Raper nad albumem pracował dwa lata. Singlami promującymi album były utwór „The Show Goes On”, „Words I Never Said” z udziałem piosenkarki Skylar Grey i „Out of My Head” z udziałem Treya Songza.
Fiasco jest muzułmaninem.

## Dyskografia

### Albumy studyjne
- 2006: Lupe Fiasco’s Food & Liquor
- 2007: Lupe Fiasco’s The Cool
- 2011: Lasers
- 2012: Food & Liquor II: The Great American Rap Album Pt. 1
- 2015: Tetsuo & Youth
- 2017: Drogas Light
- 2018: Drogas Wave
- 2022: Drill Music in Zion(inne języki)
- 2024: Samurai(inne języki)

### Single
- 2002: „Kiss Me” (Tha' Rayne feat. Lupe Fiasco)
- 2003: „Pop Pop”
- 2006: „Kick Push”
- 2006: „DayDreamin'” (feat. Jill Scott)
- 2006: „I Gotcha”
- 2006: „The Instrumental”
- 2007: „Superstar” (feat. Matthew Santos)
- 2007: „Dumb It Down” (feat. Gemini)
- 2009: „Shining Down” (feat. Matthew Santos)
- 2010: „The Show Goes On”
- 2011: „Words I Never Said” (feat. Skylar Greys)
- 2011: „Out of My Head” (feat. Trey Songz)
- 2012: „Around My Way (Freedom Ain't Free)”
- 2012: „Bitch Bad”
- 2012: "Lamborghini Angels"
- 2012: "Battle Scars" (feat. Guy Sebastian)
- 2013: "Old School Love" (feat. Ed Sheeran)
- 2014: "Deliver"
- 2014: "Madonna (And Other Mothers in the Hood)" (feat. Nikki Jean)
- 2015: "Adoration of the Magi" (feat. Crystal Torres)
- 2015: "Countdown" (Consequence feat. Chris Turner)
- 2016: "Pick Up the Phone"
- 2016: "Made in the USA" (feat. Bianca Sings)
- 2017: "Wild Child" (feat. Jake Torrey)
- 2017: "Jump" (feat. Gizzle)
- 2017: "Tranquillo" (feat. Rick Ross, Big K.R.I.T.)
- 2020: "Shoes" (Kaelin Ellis feat. Virgil Abloh)
- 2022: "Autoboto"
- 2022: "Drill Music in Zion"
- 2023: "SentRock"
- 2024: "Samurai"
- 2024: "Cake"